# Lema pubipes
Lema pubipes är en skalbaggsart som beskrevs av H. Clark in Bates och H. Clark 1866. Lema pubipes ingår i släktet Lema och familjen bladbaggar. Inga underarter finns listade i Catalogue of Life.